# Linda de Boer
Linda de Boer (1954) es una deportista neerlanesa que compitió en natación. Ganó una medalla de plata en el Campeonato Europeo de Natación de 1970, en la prueba de 800 m libre.

## Palmarés internacional
| Campeonato Europeo | Campeonato Europeo | Campeonato Europeo | Campeonato Europeo |
| Año                | Lugar              | Medalla            | Prueba             |
| ------------------ | ------------------ | ------------------ | ------------------ |
| 1970               | Barcelona (España) | Medalla de plata   | 800 m libre        |